# Oersted (Einheit)
Oersted (Einheitenzeichen Oe; nach dem dänischen Physiker Hans Christian Ørsted) ist die Einheit der magnetischen Feldstärke im Gaußschen und Elektromagnetischen CGS-Einheitensystem. Sie gilt seit 1970 nicht mehr als offizielle Einheit.
Definiert war ein Oersted als diejenige magnetische Feldstärke, bei der auf einen Einheitspol die Kraft 1 dyn wirkt.

## Ausführliche Definition
Ein Einheitspol ist in der Magnetostatik das Analogon zur elektrischen Ladung in der Elektrostatik. In einem magnetostatischen Größensystem gilt „das coulombsche Gesetz für Magnetpole“
{\displaystyle F={\frac {p_{1}\,p_{2}}{r^{2}}}}.
Zwei gleichartige Einheitspole haben eine Polstärke {\displaystyle p=1\,\mathrm {cm} {\sqrt {\mathrm {dyn} }}}, wenn sie sich im Abstand {\displaystyle r=1\,\mathrm {cm} } im Vakuum mit einer Kraft {\displaystyle F=1\,\mathrm {dyn} } abstoßen. An einer Stelle eines magnetischen Feldes hat die Feldstärke
{\displaystyle {\vec {H}}=\lim _{p\to 0}{\frac {\vec {F}}{p}}}
den Wert von einem Oersted, wenn ein Einheitspol eine Kraft von einem Dyn erfährt.

## Umrechnung
Die Einheit Oersted besitzt keine Entsprechung im SI-Einheitensystem, denn die magnetische Feldstärke im zugehörigen Internationalen Größensystem hat eine andere Dimension. Eine Feldstärke in Oersted entspricht einer Feldstärke in Ampere pro Meter von:
{\displaystyle 1\,\mathrm {Oe} \ {\mathrel {\hat {=}}}\ {\frac {1000}{4\pi }}\,{\frac {\mathrm {A} }{\mathrm {m} }}\approx 79{,}5775\,{\frac {\mathrm {A} }{\mathrm {m} }}}
Durch Multiplikation mit der magnetischen Feldkonstante {\displaystyle \mu _{0}} erhält man im Vakuum eine magnetische Flussdichte von 1 Gs im Gaußschen CGS-Einheitensystem bzw. von 100 µT im SI-Einheitensystem (wobei seit der Neudefinition der SI-Einheiten 2019 die Beziehung μ0 = 4π·10−7 Vs/Am nur noch näherungsweise gilt):
{\displaystyle \mu _{0}\cdot 1\,\mathrm {Oe} =1\,\mathrm {Gs} \ {\mathrel {\hat {=}}}\ 4\pi \cdot 10^{-7}{\frac {\mathrm {Vs} }{\mathrm {Am} }}\cdot {\frac {1000}{4\pi }}\,{\frac {\mathrm {A} }{\mathrm {m} }}=10^{-4}\,\mathrm {T} =100\,\mu \mathrm {T} }
Das Energieprodukt von Dauermagneten wird oft noch in MG·Oe angegeben.